# Grancia
Grancia je obec ve švýcarském kantonu Ticino, okresu Lugano. Žije zde 492 obyvatel.

## Geografie
Grancia se nachází v údolí potoka Scairolo 5 km jižně od Lugana a stejně daleko severně od Morcote. Západní portál dálničního tunelu na dálnici A2 do Melide leží jižně od obce.
Sousedními obcemi jsou Collina d’Oro a Lugano.

## Historie

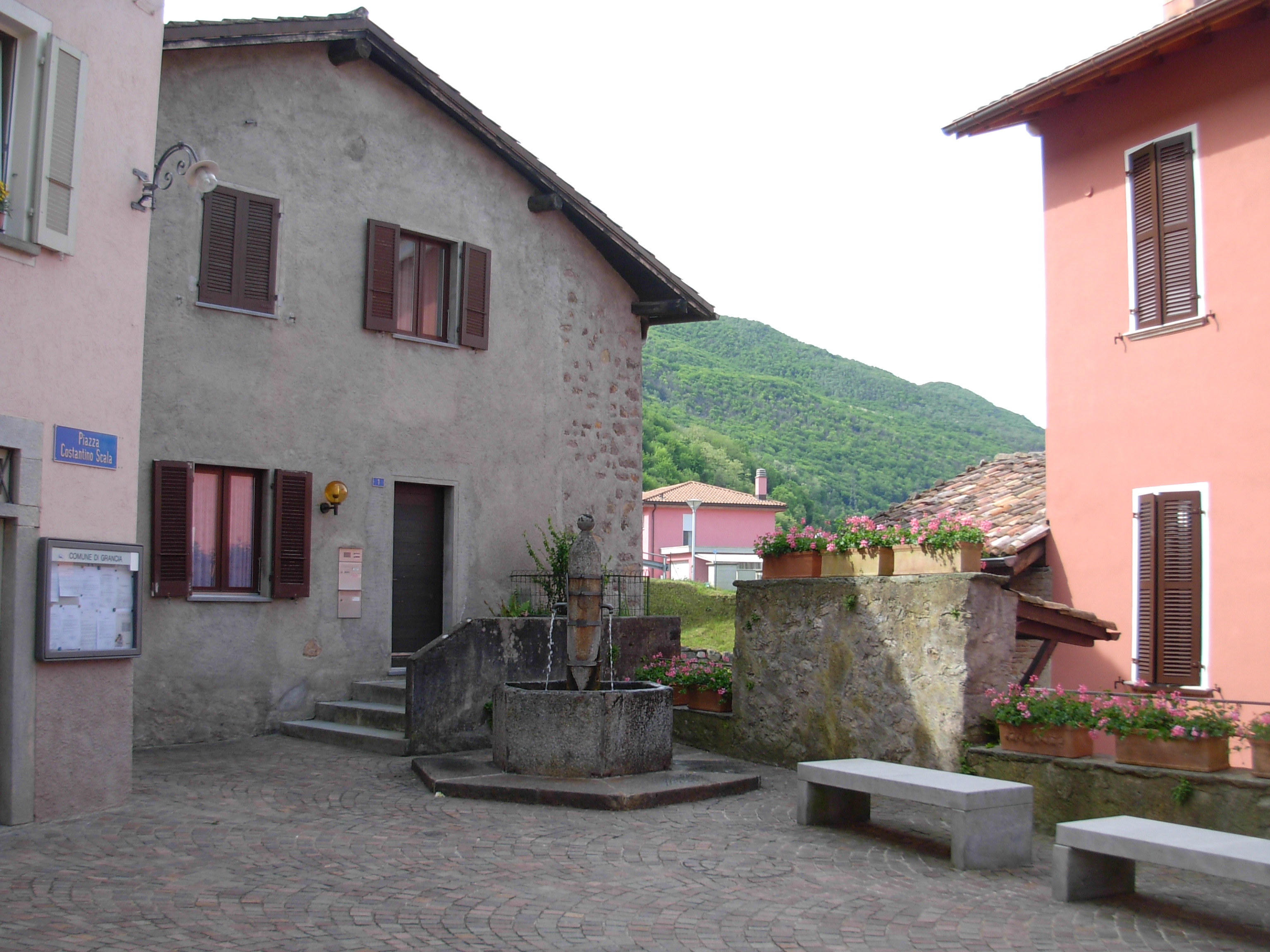
Centrum obce

Grancia byla poprvé zmíněna v dokumentech kolem roku 1187 jako Grancie. Klášter Santa Maria in Torrello (v obci Carona) udržoval na konci 13. století filiální kapli nebo kostel. Ve středověku se v Grancii skladovalo velké množství obilí, které se dováželo ze severní Itálie a zpracovávalo v mlýnech na říčce Scairolo. V roce 1608 se kostel San Carpoforo oddělil od farnosti San Pietro in Pambio.

## Obyvatelstvo

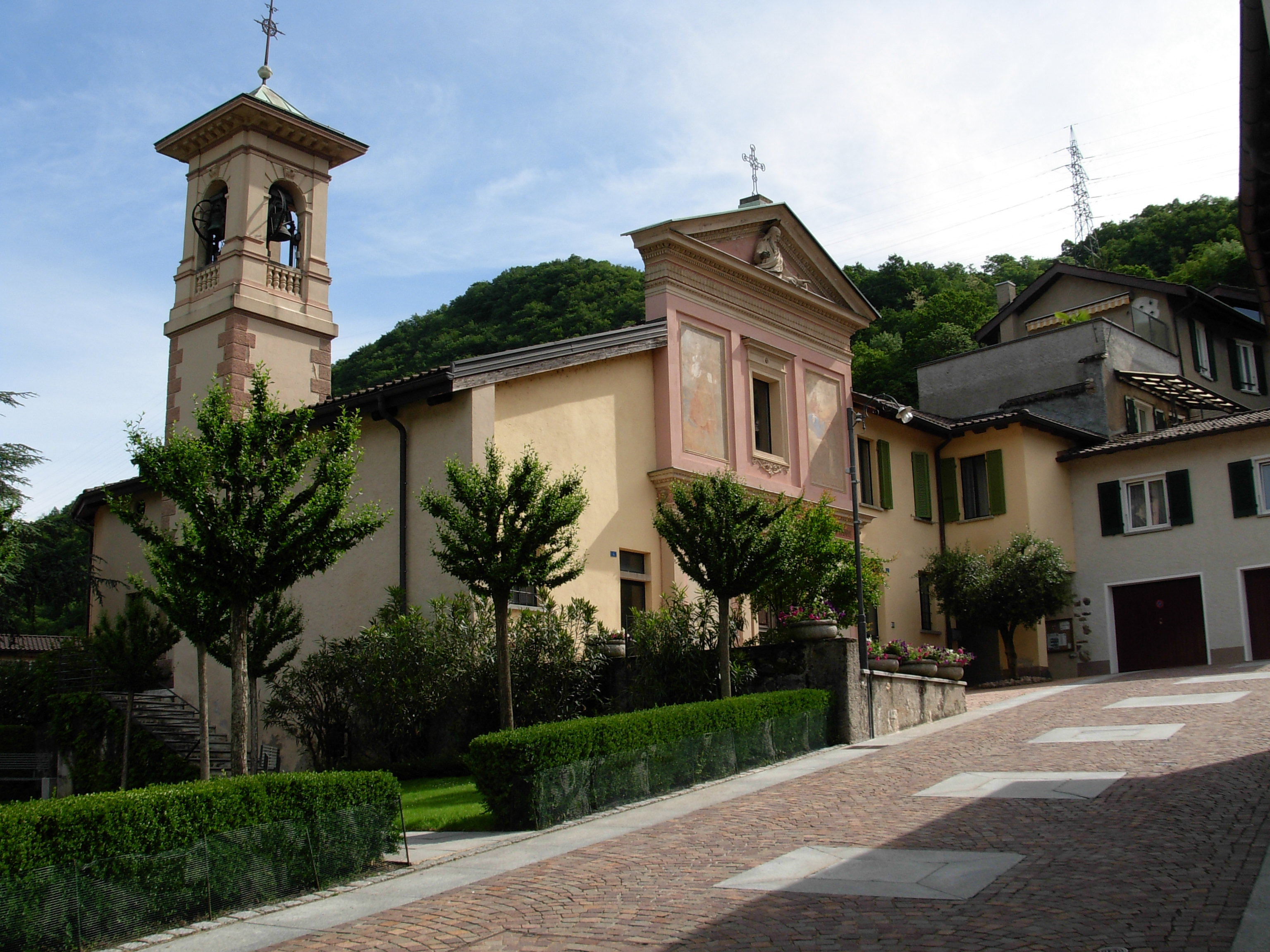
Kostel

| Rok            | 1670 | 1850 | 1900 | 1950 | 1980 | 2000 | 2010 | 2012 | 2014 | 2016 | 2017 | 2020 |
| Počet obyvatel | 115  | 104  | 139  | 142  | 255  | 377  | 463  | 496  | 524  | 526  | 515  | 477  |

## Hospodářství
První průmyslový podnik, cihelna, byl otevřen v 19. století. Od výstavby dálnice A2 v roce 1966 a se vznikem průmyslové zóny a výstavbou velkých zásobníků na pohonné hmoty na konci 20. století se obec výrazně změnila.